# السرب السابع والثمانون (القوة الجوية العراقية)

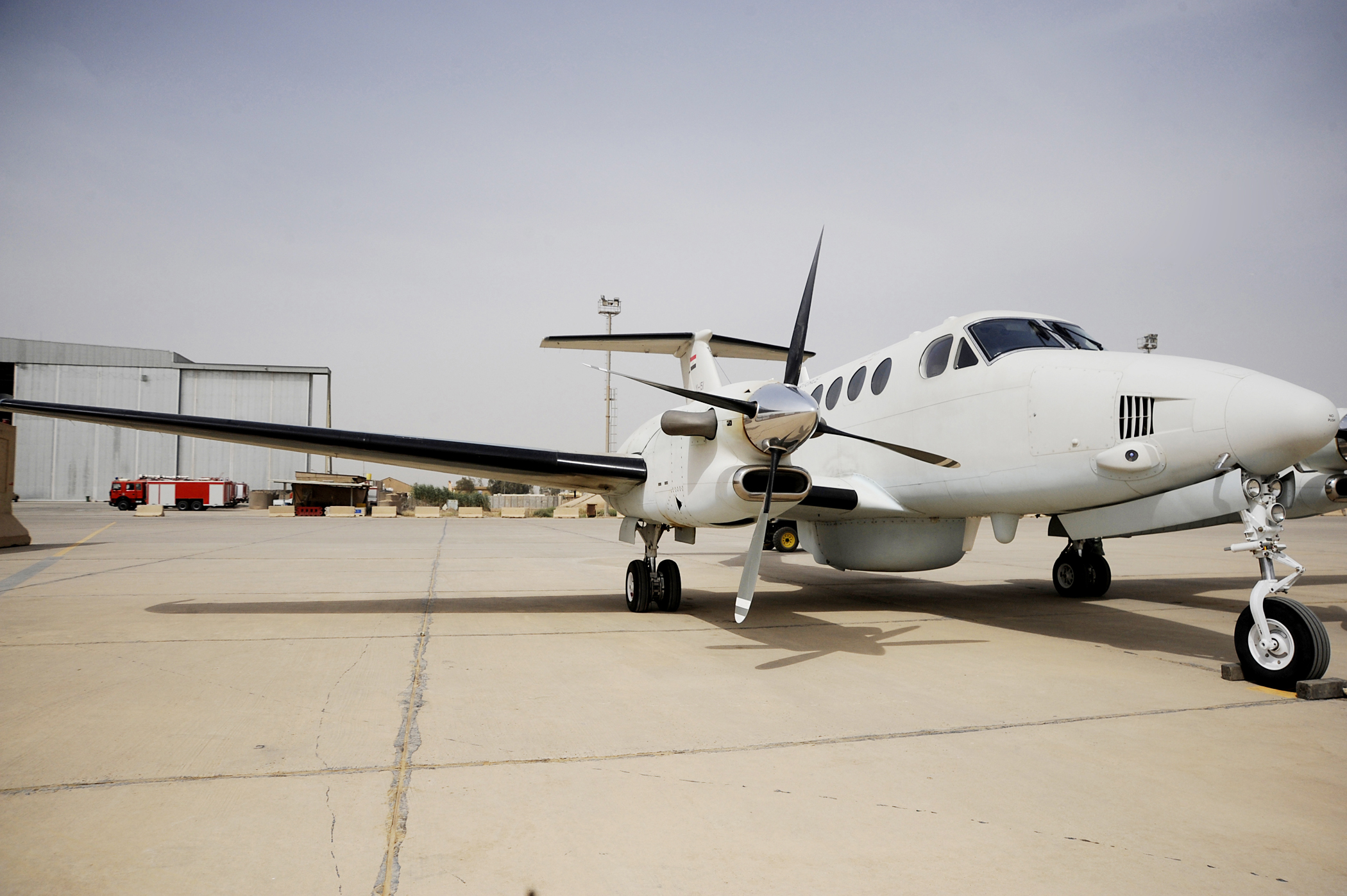
احدى طائرات السرب السابع والثمانون من طراز بيتشكرافت سوبر كينغ إير

السرب السابع والثمانون هو أحد أسراب الأستطلاع التابعة للالقوة الجوية العراقية ويكون مقره في مطار المثنى العسكري.

## نشأة السرب
في عام 2008، تسلم العراق طائرات بيتشكرافت سوبر كينغ إير مطورة بعدد 12 من أمريكا، وقد حلقت في بغداد وقامت بأنشاء أفتتاحية بحضور وزير الدفاع العراقي السابق عبد القادر العبيدي وقائد القوة الجوية